# 你好Gay
《你好Gay》（英語：Ur So Gay）是由美国歌手凯蒂·佩芮演唱，格雷格·威爾斯制作和德魯·皮爾遜策划。这个是凯蒂第一个在主要唱片公司所发布的歌曲，其后发布了其主要唱片公司专辑《花漾派對》。国会唱片让这首歌在他们官方网站上免费下载。这首歌并没有进入告示牌百强单曲榜。

## 背景和创作
当谈起这首歌时，凯蒂说这首歌是关于一个叫格雷格的都會美型男。这首歌「并不是意味着要成为一首很成功的单曲，或者去体现出整张专辑是关于些什么。这个是来自我的互联网博客，所以我不是从随便那个地方听来的。」佩芮A&R的代表Chris Anokute确认说他们没有计划发在无线电覆盖，但就是想放这首「新奇」歌曲在网上，来结论「什么能够吸引人」。结果不出所料，销售量很低，但是Anokute说这首单曲就建造一个故事而言已经很好了。当发布单曲时，佩芮的公司告诉她要包括一首翻唱。她原本想翻唱一首皇后乐团的歌，但没有一首歌是可以值得在俱乐部播放。当她和朋友在舞厅时，外野合唱團的歌曲《你的爱》正在播放。佩芮说当这首歌播放时，每一个在场的女孩都走上舞厅，她想要同样的效果。
《你好Gay》的音乐类型是神游舞曲，并以一个中等的步调移动。由索尼/聯合電視音樂出版在Musicnotes.com所发布的数码乐谱来看，这首歌主要是E小调和速度是每分钟80个拍子。佩芮的音域从最低的E3到最高的D#5。

## 发布和反响

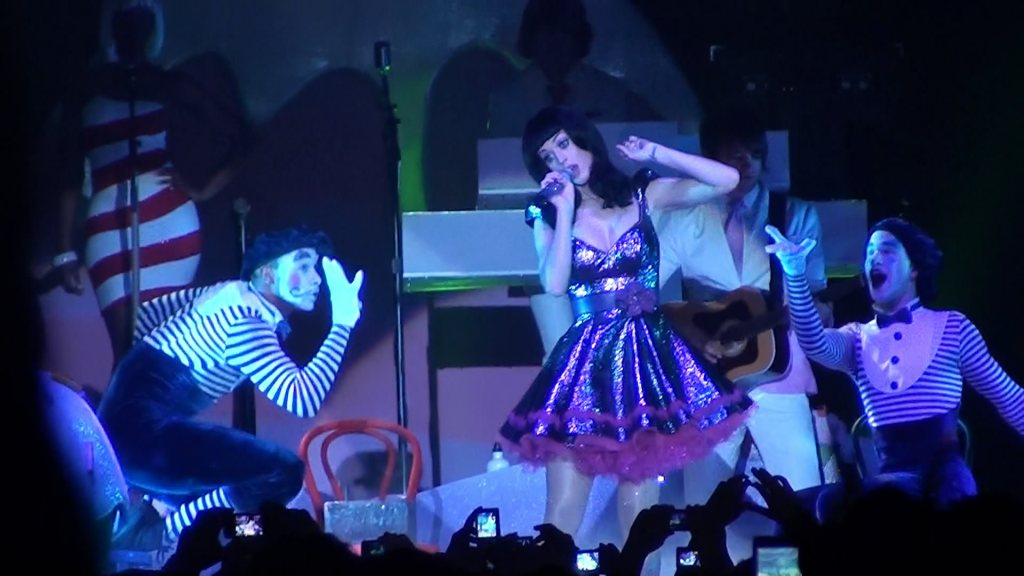
佩芮在加州之夢世界巡迴演唱會中表演《你好Gay》

这首歌的歌词就已经诉说了一个正面的评价，就是「十八种不同的错误」。这首歌它本身是「抨击emo的主题，而这首歌有恐同情感，一小片的社会评论或者，可能，都有。」《坦帕灣时报》写道「男朋友串肉叉.....并不是恐同，但它的确调侃那些直男不能处理女朋友的底线边缘。」
有一些评论家觉得这首歌是关于恐同的，Ugo.com说做这首歌根本就是「恐同的口号」，而Allmusic觉得这首歌的歌词是「抨击同性恋」。

## 音乐录影带
这个录影带由Walter May执导。在影片中，凯蒂坐在周围都是云和笑脸的亮丽卡通背景。里面的角色则由时尚皇室玩偶扮演。

## 单曲列表
- 7" Pink vinyl"[11]

1. 《你好Gay》 – 3:39
2. 《利用你的爱》 – 3:01

- CD单曲

1. 《你好Gay》 – 3:39
2. 《你好Gay》 (混音) – 5:53
3. 《利用你的爱》 – 3:01
4. 《迷失》 – 4:20
5. 《你好Gay》 (乐器版本) – 3:38
6. 《你好Gay》 (Junior Sanchez Club乐器版本) – 5:55
7. 《你好Gay》 (无伴奏合唱版本) – 3:15

- 数位下载

1. 《你好Gay》 – 3:39
2. 《你好Gay》 (Junior Sanchez Club混音) – 5:54
3. 《利用你的爱》 – 3:03
4. 《迷失》 – 4:20

## 榜单
| 榜单 (2008)                     | 最高 排位 |
| ------------------------------- | --------- |
| 美国 热舞单曲销售榜 (Billboard) | 1         |

## 销量认证
| 地區                                  | 认证 | 认证单位/销量 |
| ------------------------------------- | ---- | ------------- |
| 巴西（巴西唱片業協會）                | 白金 | 100,000*      |
| 美国（美國唱片業協會）                | 金   | 500,000‡      |
| *僅含認證的實際銷量 ^僅含認證的出貨量 |      |               |